# Estación de Son Fuster
Son Fuster es un apeadero ferroviario perteneciente a la red de Servicios Ferroviarios de Mallorca (SFM) en la ciudad española de Palma de Mallorca. Entre 2013 y 2022, la estación estuvo integrada en la red del metro de Palma de Mallorca, perteneciendo a la extinta línea M2. Cuenta con servicios de cercanías de las tres líneas que gestiona SFM, T1 (Palma de Mallorca-Inca), T2 (Palma de Mallorca-La Puebla) y T3 (Palma de Mallorca-Manacor).

## Situación ferroviaria
La estación se encuentra en el punto kilométrico 2,272 de la línea férrea de ancho métrico Palma-Manacor, a 24 metros de altitud, entre las estaciones de Son Costa-Son Fortesa y Son Cladera / Es Vivero. El tramo es de vía doble y está electrificado a 1500 V en CC.

## Historia
Fue inaugurada en mayo de 2003 —junto al desaparecido apeadero de Son Oliva, sustituido en 2006 por la estación subterránea de Son Costa-Son Forteza— como apeadero de la entonces recién reinaugurada línea ferroviaria entre Palma de Mallorca y Manacor para dar servicio a Son Fuster, donde existía un área industrial y estaba construyéndose un polígono de viviendas. El 16 de febrero de 2012 se inauguró la electrificación de la línea.
El primer viaje de la línea M2 de Metro se realizó el 13 de marzo de 2013, sobre la base de la infraestructura de la red de cercanías. SFM decidió entre Palma y Marrachí ofrecer un servicio de metro, sustituyendo al que venían haciendo sus trenes de cercanías, con el propósito de ofrecer mejor cobertura al área metropolitana de Palma de Mallorca. La estación quedó de este modo integrada dentro de la red de metro de la capital balear. Finalmente, el 29 de abril de 2022, SFM decidió cerrar la línea M2 de metro, traspasando la práctica totalidad de sus servicios a las líneas de cercanías de SFM, que explota en la actualidad un total de 77 kilómetros de vías en ancho métrico.

## La estación
La estación es la primera en superficie de la línea de Inca, en kilometraje ascendente. Da servicio al polígono de Son Fuster. Tiene accesos mediante escaleras aprovechando el puente sobre las vías (construido anteriormente) de la calle Ter y también desde la calle Josep Roig, que pueden utilizarse para cambiar de andén. Es una instalación muy simple, con sus dos vías generales y dos andenes laterales dotados de marquesinas realizadas en metal y metacrilato para cobijar a los viajeros. Dispone de canceladoras para billetes, pero no se expiden títulos de viaje en la estación.

## Servicios ferroviarios
La estación forma parte de las tres líneas de la red de Servicios Ferroviarios de Mallorca (SFM). El servicio se presta con trenes eléctricos de la serie 81 de SFM, fabricados por CAF.
Desde la supresión en 2022 de la línea M2 del Metro de Palma, dichos servicios son residuales, limitándose a dos servicios al día en días laborables. No existe este servicio en sábados y festivos, ni en sentido Palma-Marrachí. Éstos se prestan con trenes de la serie 71 de SFM, circulando sin denominación de línea.
El horario de frecuencias de la estación puede consultarse en la siguiente página. En general, hay una frecuencia mínima de diez minutos hacia Palma en laborables y hasta de treinta minutos hacia Palma en sábados y festivos. Los tiempos de paso aumentan en las conexiones con La Puebla y Manacor, pudiendo llegar en algún momento a ser superior a la hora. Algunos de los servicios, especialmente de la T2, circulan sin parada por la estación.
| procedencia/destino | < estación              | Línea      | estación >              | destino/procedencia |
| ------------------- | ----------------------- | ---------- | ----------------------- | ------------------- |
| Palma de Mallorca   | Son Costa-Son Fortesa   | [ nota 2 ] | Son Cladera / Es Vivero | Inca                |
| Palma de Mallorca   | Son Costa-Son Fortesa   |            | Son Cladera / Es Vivero | La Puebla           |
| Palma de Mallorca   | Son Costa-Son Fortesa   |            | Son Cladera / Es Vivero | Manacor             |
| Marrachí            | Son Cladera / Es Vivero | [ nota 3 ] | Son Costa-Son Fortesa   | Palma de Mallorca   |